# Astragalus aberrans
Astragalus aberrans är en ärtväxtart som beskrevs av Harald Förther och Dieter Podlech. Astragalus aberrans ingår i släktet vedlar, och familjen ärtväxter. Inga underarter finns listade i Catalogue of Life.